# Палочник европейский
Палочник европейский (Bacillus rossius) — насекомое из группы палочников отряда Привиденьевые. Длина тела самок до 10,5 см, самцов — до 6 см.

## Ареал
Этот вид — эндемик северо-западного Средиземноморья: Испания, Южная Франция, Италия и Балканы.

## Особенности жизненного цикла
Повсеместно размножается обоеполым путём, но на севере ареала переходит к партеногенетическому размножению. У многих видов сеноедов существуют популяции двух типов: обоеполые и партеногенетические (совсем не имеющие самцов). При этом самки из партеногенетических популяций теряют способность спариваться с самцами